# Liste der Kulturdenkmäler in Ober Kostenz
In der Liste der Kulturdenkmäler in Ober Kostenz sind alle Kulturdenkmäler der rheinland-pfälzischen Ortsgemeinde Ober Kostenz aufgeführt. Grundlage ist die Denkmalliste des Landes Rheinland-Pfalz (Stand: 27. Oktober 2023).

## Einzeldenkmäler
| Bezeichnung         | Lage                     | Baujahr                             | Beschreibung | Bild                           |
| ------------------- | ------------------------ | ----------------------------------- | --- | ------------------------------ |
| Evangelische Kirche | Osterbahn 3 Lage         | 1793                                | mittelalterlicher (?) Turm, klassizistischer Saalbau, 1793; bauliche Gesamtanlage mit Friedhof                    | weitere Bilder Fotos hochladen |
| Wohnhaus            | Raiffeisenstraße 15 Lage | erstes Drittel des 19. Jahrhunderts | Fachwerkhaus, teilweise verschiefert, Krüppelwalmdach, erstes Drittel des 19. Jahrhunderts; bauliche Gesamtanlage | BW                             |